# 중세 기독교

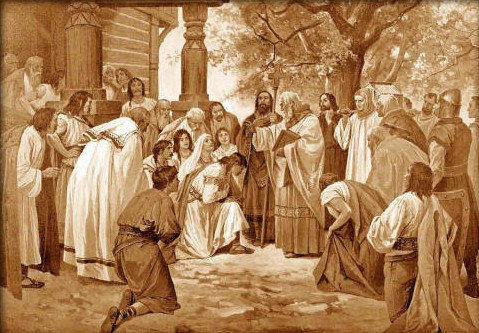
기독교를 슬라브족에게 알리는 키릴로스와 메토디오스 형제

중세 기독교는 서로마 제국의 멸망(476년경)부터 기독교의 역사를 다룬다. 기간의 끝은 다양하게 정의된다. 맥락에 따라 1453년 오스만 제국의 콘스탄티노폴리스 정복, 1492년 크리스토퍼 콜럼버스의 첫 아메리카 대륙 항해, 1517년 개신교 종교 개혁 등의 사건이 사용되기도 한다.
기독교의 고대 펜타르키 체제에서는 로마, 콘스탄티노폴리스, 예루살렘, 안티오키아, 알렉산드리아 등 5개 총대주교가 특별한 권위를 가졌다. 대부분의 이들 교구의 명성은 부분적으로는 사도적 창설자에게 달려 있었고, 비잔티움/콘스탄티노폴리스의 경우에는 그곳이 계속되는 동로마, 즉 비잔틴 제국의 새로운 소재지였다는 점에 달려 있었다. 이 주교들은 스스로를 그 사도들의 후계자로 여겼다. 게다가 5개 도시는 모두 초기 기독교의 중심지였지만 레반트 지역이 수니파 칼리프에 의해 정복된 이후 그 중요성을 잃었다.

## 같이 보기
- 기독교 신학의 역사
- 기독교화
- 기독교 연표